# Wormerveer
Wormerveer est un village néerlandais, situé dans la commune de Zaanstad en province de Hollande-Septentrionale. Localisé à environ 13 km au nord-ouest d'Amsterdam, au nord de Zaandijk et au sud de West-Knollendam, il compte 11 340 habitants en 2019. Il est desservi par la gare de Wormerveer, située sur la ligne d'Amsterdam à Alkmaar. Un service à raison de quatre fois par heure est assuré par les trains régionaux de Nederlandse Spoorwegen (NS).

## Personnalités liées à Wormerveer
Wormerveer est la ville natale de :
- Simon Schermer (1747-1810), homme politique néerlandais ;
- Herman Gorter (1864-1927), poète et militant communiste historique ;
- Marit van Bohemen (née en 1971), actrice et animatrice de télévision néerlandaise.